# West Virginia Mountaineers football
La squadra di football dei West Virginia Mountaineers rappresenta l'Università della Virginia Occidentale. I Mountaineers competono nella Football Bowl Subdivision (FBS) della National Collegiate Athletics Association (NCAA) e nella Big 12 Conference. La squadra disputa le sue gare interne al Milan Puskar Stadium nel campus dell'università a Morgantown (West Virginia). I Mountaineers hanno vinto o condiviso 15 titoli di conference, di cui otto della Southern Conference e sette della Big East Conference.

## Numeri ritirati
|    | Num.               | Ruolo   | Anni a WVU      | Anno. rit. | Note  |
| -- | ------------------ | ------- | --------------- | ---------- | ----- |
| 9  | Major Harris       | QB      | 1987-1989       | 2021       | [ 2 ] |
| 21 | Ira Errett Rodgers | QB / FB | 1915–1917, 1919 | 2010       | [ 3 ] |
| 75 | Sam Huff           | G / T   | 1952–1955       | 2005       | [ 3 ] |
| 77 | Bruce Bosley       | T       | 1952–1955       | 2016       | [ 3 ] |
| 90 | Darryl Talley      | LB      | 1979–1982       | 2021       | [ 4 ] |

## Membri della College Football Hall of Fame
I Mountaineers hanno avuto dieci loro membri introdotti nella College Football Hall of Fame.
| Nome               | Ruolo  | Anni a WVU | Introd. |
| ------------------ | ------ | ---------- | ------- |
| Bruce Bosley       | OT     | 1952–1955  | 1982    |
| Bobby Bowden       | Allen. | 1970–1975  | 2006    |
| Frank Cignetti Sr. | Allen. | 1976–1979  | 2013    |
| Major Harris       | QB     | 1987–1989  | 2009    |
| Sam Huff           | LB     | 1952–1955  | 1980    |
| Greasy Neale       | Allen. | 1931–1933  | 1967    |
| Don Nehlen         | Allen. | 1980–2000  | 2005    |
| Ira Errett Rodgers | FB     | 1915–1919  | 1957    |
| Joe Stydahar       | OT     | 1933–1935  | 1972    |
| Darryl Talley      | LB     | 1979–1982  | 2011    |

## Membri della Pro Football Hall of Fame

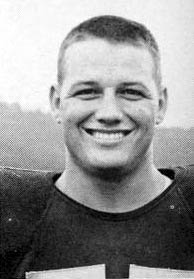
Sam Huff, membro sia della College Football Hall of Fame che della Pro Football Hall of Fame

I Mountaineers hanno avuto due loro membri introdotti nella Pro Football Hall of Fame.
| Nome         | Ruolo | Anni a WVU | Introd. |
| ------------ | ----- | ---------- | ------- |
| Sam Huff     | LB    | 1952–1955  | 1980    |
| Joe Stydahar | OT    | 1933–1935  | 1982    |